# Il mondo perduto (Arthur Conan Doyle)
Il mondo perduto (The Lost World), edito anche come Un mondo perduto, è un romanzo fantastico del 1912 di Arthur Conan Doyle. È una delle opere di riferimento del filone avventuroso del "mondo perduto" sviluppatosi a cavallo tra Ottocento e Novecento e da esso sono stati tratti numerosi film.
Narra di una spedizione su un tepui (ossia un altopiano caratteristico della regione della Gran Sabana, in Venezuela) dove sopravvivono animali preistorici (dinosauri e altre creature scampate all'estinzione).
In questo romanzo è introdotto il personaggio del professor Challenger, che Conan Doyle riprese in seguito, rendendolo protagonista di un ciclo narrativo di romanzi scientifici e racconti precursori della moderna fantascienza.

## Storia editoriale
Il mondo perduto (The Lost World) fu pubblicato per la prima volta a puntate sulla rivista britannica The Strand Magazine da aprile a novembre 1912, con illustrazioni di Harry Rountree. La prima edizione in volume fu pubblicata nel 1912 dalla casa editrice Hodder & Stoughton di Londra.
In Italia, il romanzo fu pubblicato per la prima volta nel 1913 a puntate su La Domenica del Corriere con il titolo Un mondo perduto. Successivamente, fu pubblicato in volume nel 1920 nella collana Il Romanzo Mensile del Corriere della Sera. Ha avuto poi numerose edizioni italiane, tra cui quelle pubblicate da Sonzogno (1928), Rizzoli (1951), Mondadori (1995), spesso con traduzioni e introduzioni differenti.

## Trama

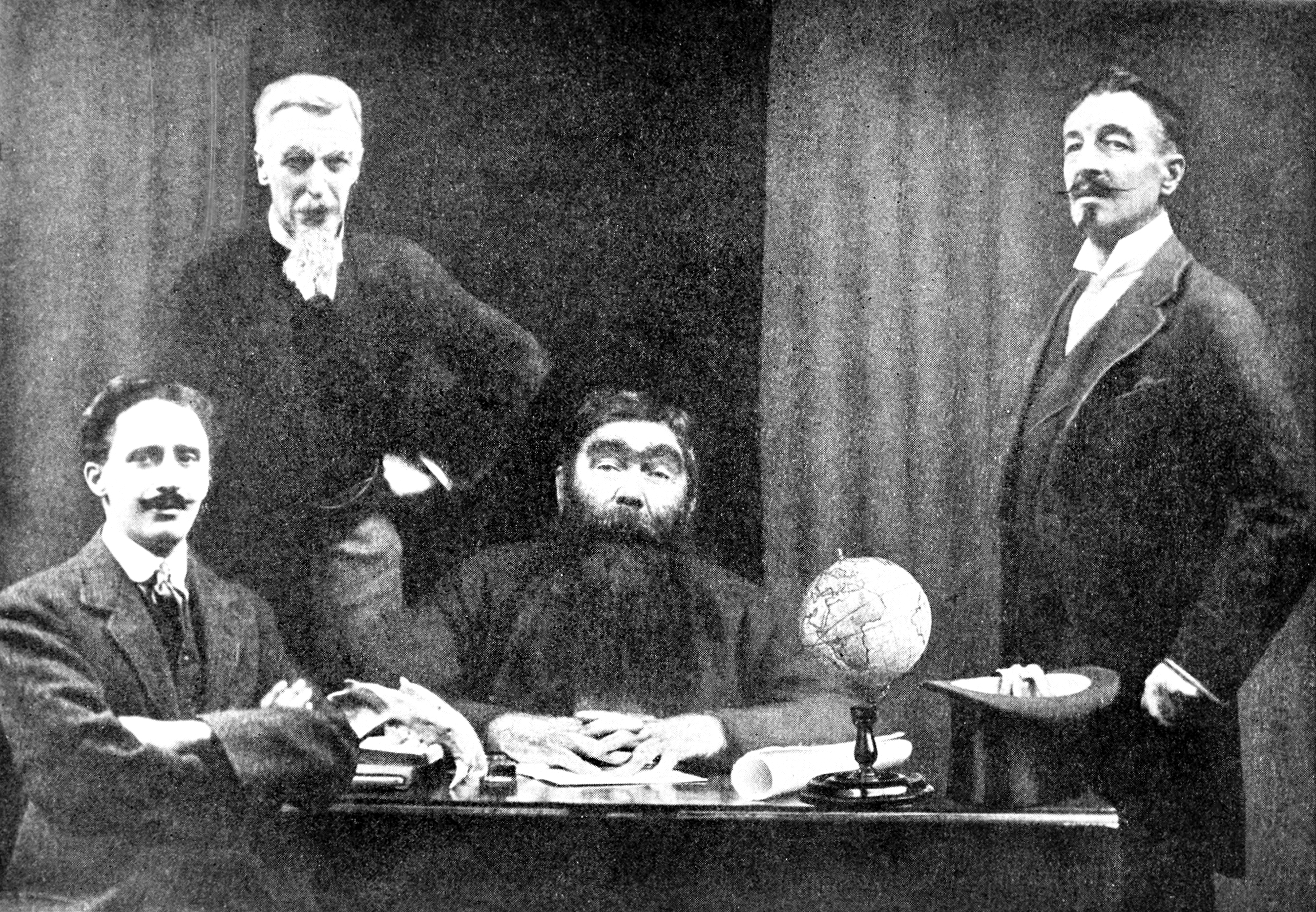
Foto dei membri della spedizione, dal frontespizio della prima edizione del romanzo (1912): da sinistra a destra Edward Malone (seduto), il professor Summerlee (in piedi), il prof. George Challenger (seduto al centro), lord John Roxton (a destra in piedi).

La vicenda è narrata in prima persona da Edward Malone, un giornalista della Daily Gazette, che racconta di un viaggio intrapreso per fare colpo sulla donna dei suoi sogni, Gladys Hungerton, la quale afferma di poter amare solo un uomo capace di grandi gesta. Per dimostrare il proprio coraggio, Malone chiede al suo caporedattore, McArdle, di assegnargli un incarico pericoloso. Gli viene proposto di intervistare il professor George Challenger, noto zoologo dal temperamento irascibile, recentemente tornato da una spedizione in Sud America durante la quale sostiene di aver scoperto un altopiano isolato popolato da creature preistoriche.
Durante un incontro inizialmente teso, Malone riesce a conquistare la fiducia di Challenger, che lo invita a partecipare a una nuova spedizione per verificare le sue scoperte. Alla spedizione si uniscono anche il professor Summerlee, scettico collega di Challenger, e lord John Roxton, nobile avventuriero con esperienza nelle regioni sudamericane. Il gruppo parte per il Brasile, accompagnato da guide locali, tra cui il leale Zambo e il meticcio Gomez.
Dopo un lungo viaggio attraverso la giungla amazzonica, la spedizione raggiunge un altopiano isolato, noto come la "Terra di Maple White", dal nome dell'esploratore americano che per primo ne aveva documentato l'esistenza. Utilizzando un albero abbattuto come ponte, il gruppo riesce a salire sull'altopiano, ma subito dopo Gomez, desideroso di vendicare la morte del fratello per mano di Roxton, distrugge il ponte, lasciando gli esploratori intrappolati.
Sull'altopiano, il gruppo scopre un ecosistema primordiale dove sopravvivono dinosauri come iguanodonti, pterodattili e tirannosauri. Durante l'esplorazione, Malone osserva un lago centrale che battezza "Lago Gladys" in onore della donna amata. In una delle sue escursioni notturne, Malone cade in una trappola e, al suo ritorno al campo, scopre che i suoi compagni sono stati catturati da una tribù di uomini-scimmia ostili.
Con l'aiuto di una tribù indigena in guerra con gli uomini-scimmia, Malone e Roxton riescono a liberare Challenger e Summerlee. In segno di gratitudine, gli indigeni guidano gli esploratori attraverso un sistema di caverne che conduce fuori dall'altopiano. Prima di partire, Roxton raccoglie campioni di argilla blu contenente diamanti, scoprendo così una preziosa risorsa.
Tornati a Londra, gli esploratori presentano le loro scoperte alla comunità scientifica. Inizialmente accolti con scetticismo, riescono a convincere il pubblico mostrando un pterodattilo vivo, che però fugge durante la presentazione. Roxton rivela ai compagni la scoperta dei diamanti, proponendo di dividere equamente il valore tra loro.
Malone, entusiasta di condividere le sue avventure con Gladys, scopre che nel frattempo lei ha sposato un altro uomo. Deluso ma maturato dall'esperienza, decide di unirsi a Roxton in una nuova spedizione verso la Terra di Maple White, alla ricerca di ulteriori meraviglie.

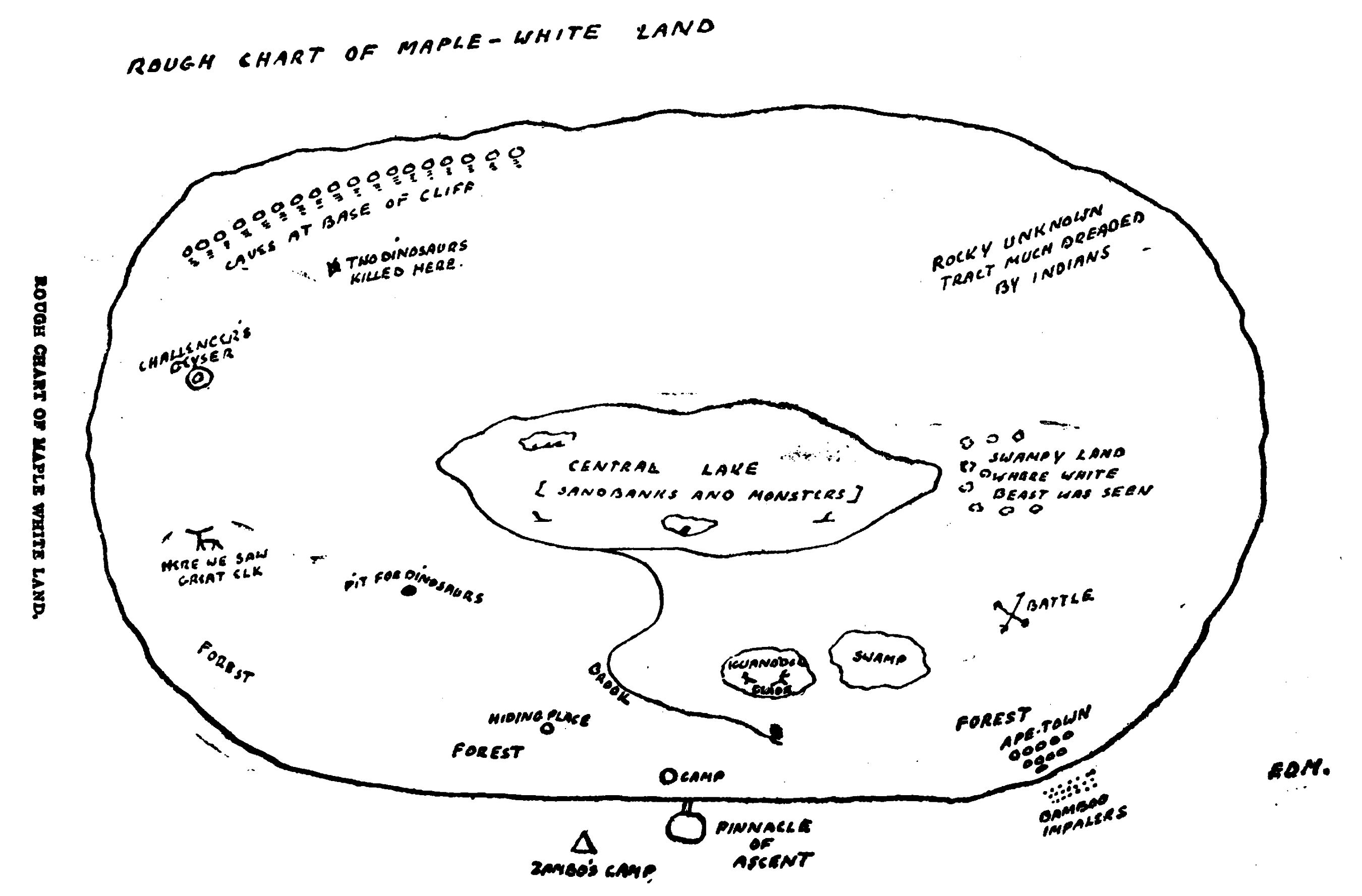
Mappa della Terra di Maple White
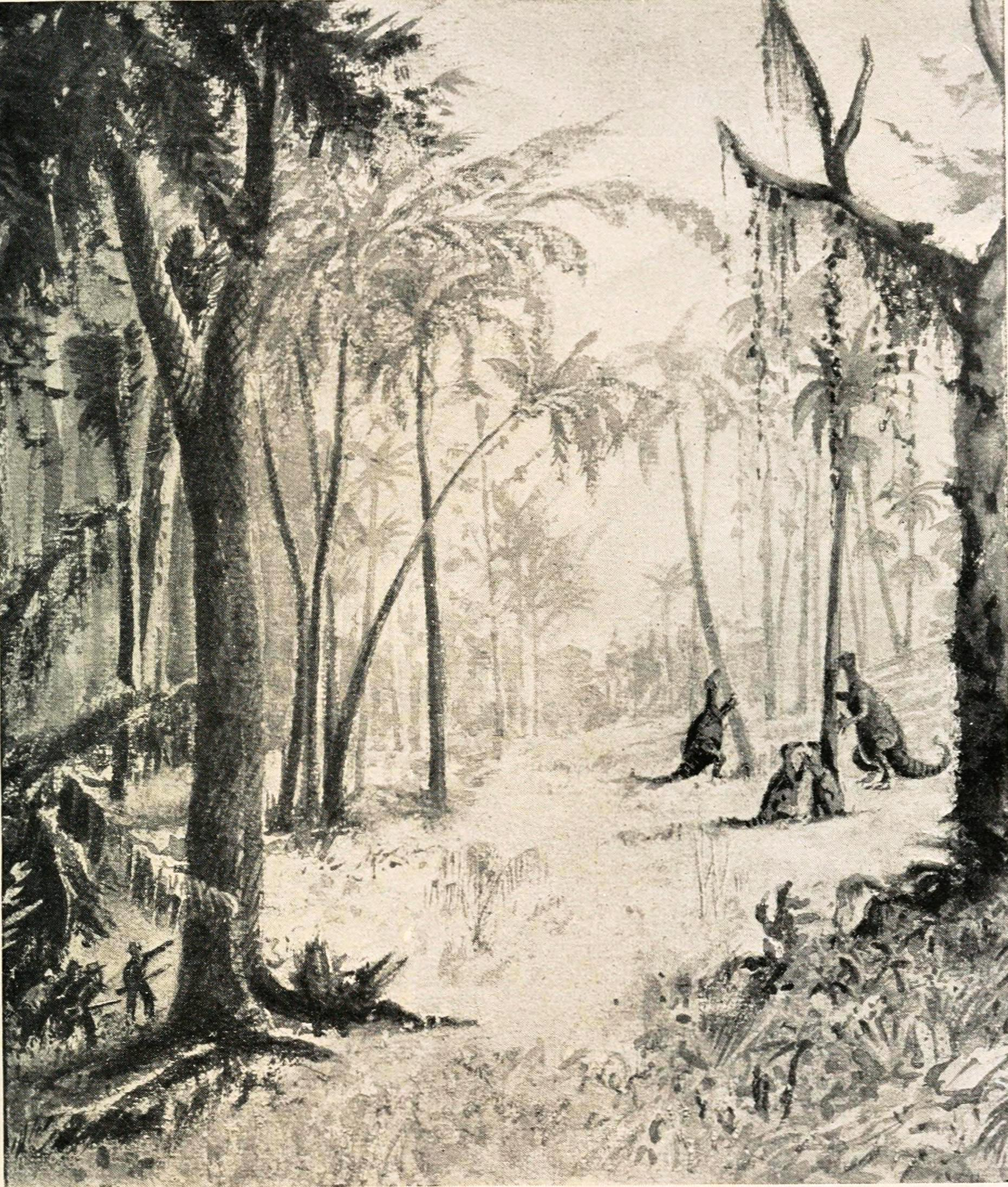
La squadra incontra un gruppo di iguanodonti
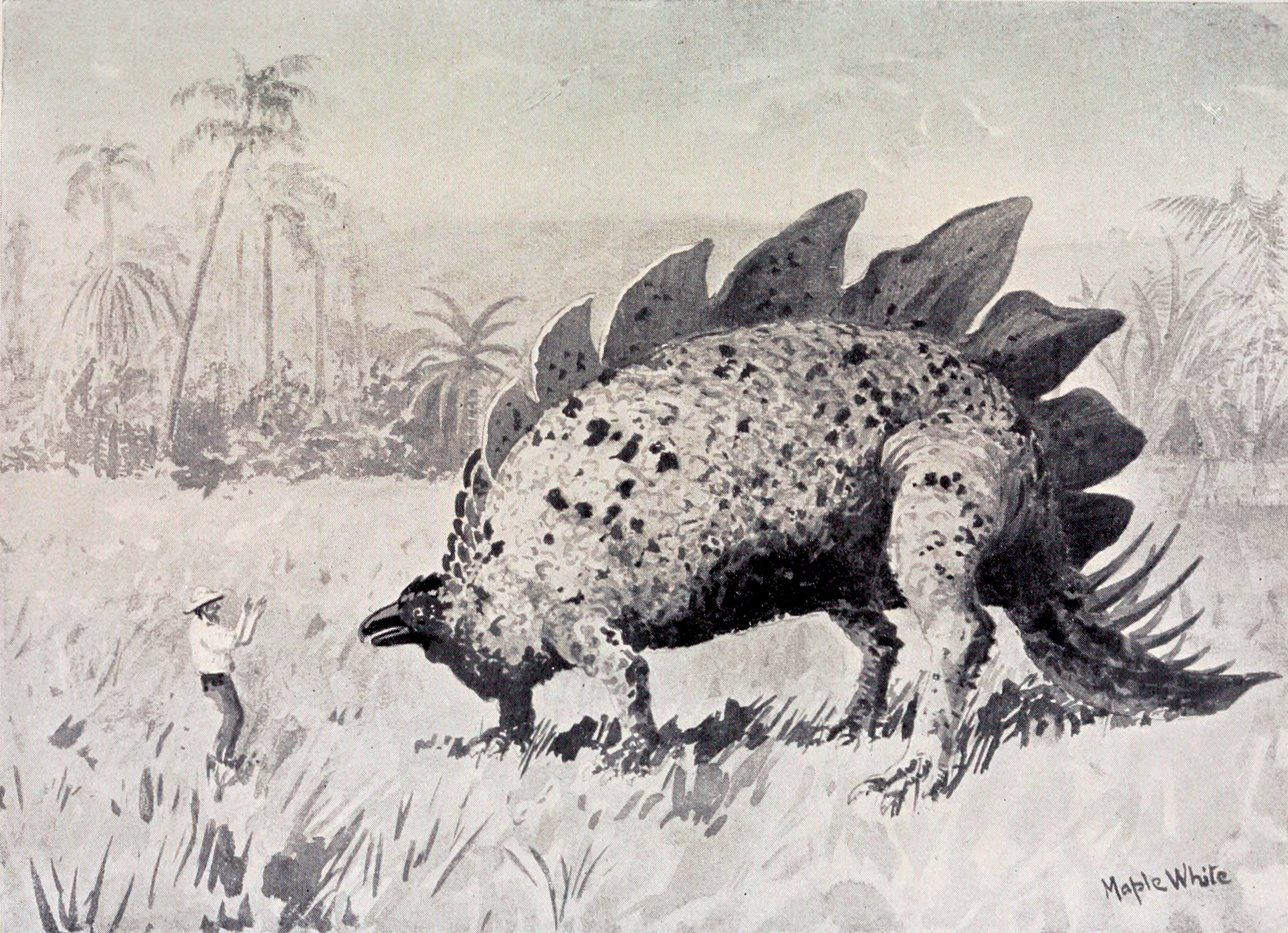
Incontro con uno stegosauro

## Personaggi
Professor George Edward ChallengerZoologo scozzese dal temperamento irascibile e autoritario, promotore della spedizione sull'altopiano sudamericano per dimostrare l'esistenza di creature preistoriche.
Edward D. MaloneGiovane giornalista del Daily Gazette, narratore della storia, partecipa alla spedizione per dimostrare il proprio coraggio e conquistare l'amore di Gladys.
Professor SummerleeScienziato anziano e scettico, inizialmente critico nei confronti delle teorie di Challenger, si unisce alla spedizione per verificarne le affermazioni.
Lord John RoxtonNobile avventuriero e cacciatore esperto, noto per le sue imprese contro la schiavitù in Sud America, partecipa alla spedizione come esperto di sopravvivenza.
ZamboFedele portatore nero che assiste la spedizione rimanendo alla base dell'altopiano, fornendo supporto logistico e comunicazioni.
Gomez e ManuelGuide indigene sudamericane; Gomez, in particolare, serba rancore verso Roxton per la morte del fratello, un ex schiavista.

## Fonti di ispirazione

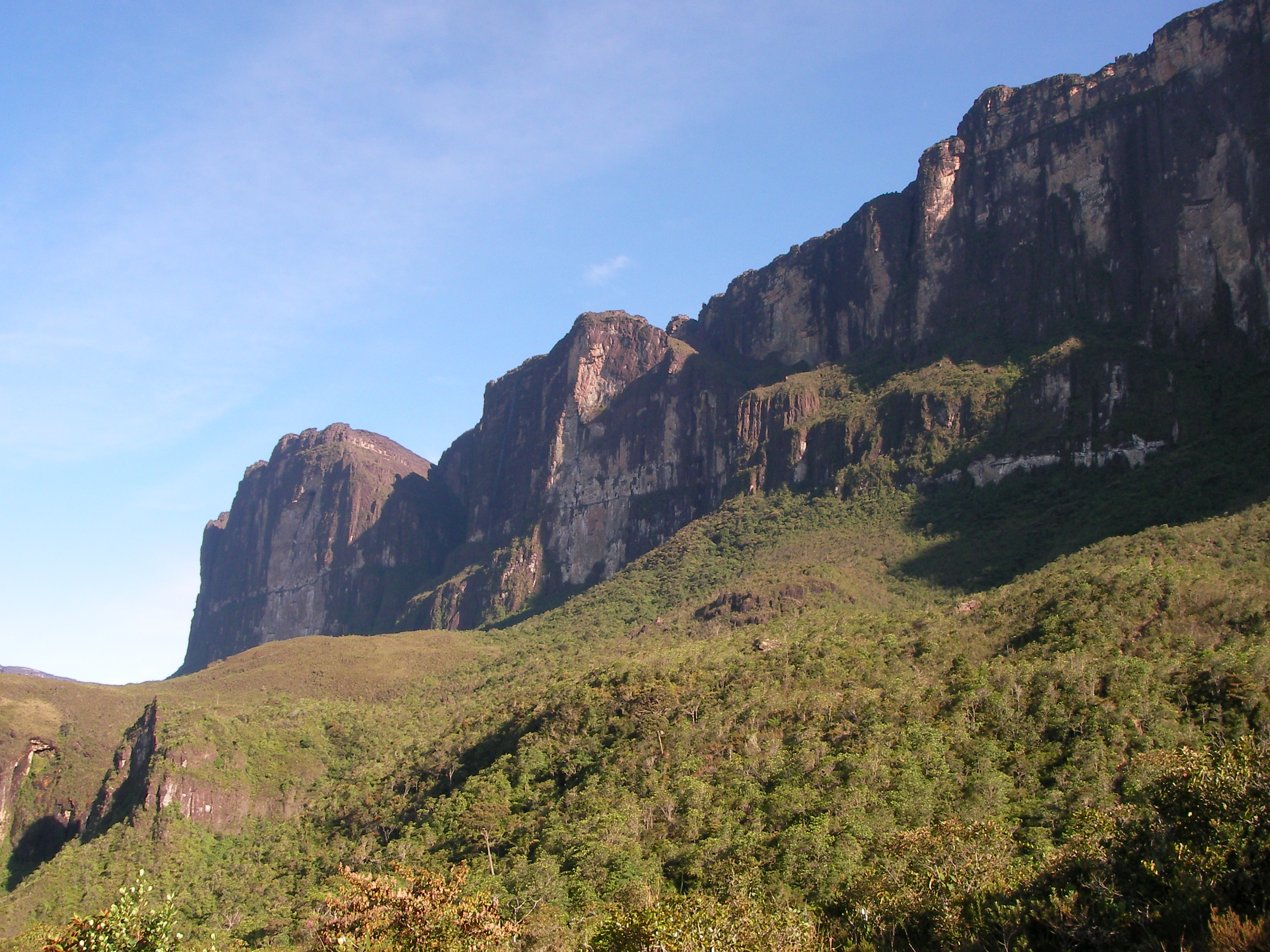
L'altopiano del Monte Roraima, Sud America. Questo monte contribuì a ispirare Arthur Conan Doyle nell'ambientazione del romanzo.

Arthur Conan Doyle trasse ispirazione per Il mondo perduto da diverse fonti letterarie, scientifiche e personali.
Una delle principali influenze fu l'esploratore britannico Percy Harrison Fawcett, che tra il 1906 e il 1912 guidò spedizioni nella regione del Mato Grosso, in Brasile. Fawcett descrisse altopiani isolati e raccontò di aver visto tracce di animali sconosciuti, suggerendo l'esistenza di creature preistoriche sopravvissute. Conan Doyle assistette a una conferenza di Fawcett presso la Royal Geographical Society nel 1911, durante la quale l'esploratore mostrò fotografie dell'altopiano Huanchaca (o meseta de Caparú). In seguito, Fawcett scrisse: "Conan Doyle mi chiese informazioni per un romanzo ambientato in Sud America, e gli fornii volentieri dettagli".
Dal punto di vista letterario, Conan Doyle fu influenzato da opere come Viaggio al centro della Terra di Jules Verne (1864) e The Devil-Tree of El Dorado di Frank Aubrey (1897), che narrano di terre inesplorate e creature straordinarie. Inoltre, il suo racconto The Terror of Blue John Gap (1910) presenta un protagonista che affronta una creatura preistorica in una caverna inglese, anticipando temi sviluppati in Il mondo perduto.
Per quanto riguarda i personaggi, il Professor Challenger fu ispirato in parte da William Rutherford, docente di fisiologia all'Università di Edimburgo, noto per il suo temperamento energico. Inoltre, Conan Doyle posò travestito da Challenger per una fotografia pubblicitaria del romanzo, sottolineando il legame personale con il personaggio.
Il personaggio di Edward Malone potrebbe essere stato modellato su Bertram Fletcher Robinson, giornalista e amico di Conan Doyle. Entrambi erano alti, giocatori di rugby, giornalisti londinesi e innamorati di una donna di nome Gladys.
Conan Doyle trasse ispirazione per l'ambientazione anche dalla grande suggestione suscitata dalla conquista, avvenuta nel 1884, della cima del tepui Roraima. Questo, infatti, non solo con i suoi 2800 metri è il più alto tra tutti i tepui venezuelani, ma è anche un caso di straordinario interesse biologico e geologico, poiché la sua inaccessibilità ha determinato un processo evolutivo del tutto indipendente da quello del territorio circostante. Vi si trovano effettivamente specie animali e vegetali del tutto assenti nel resto del mondo. La conquista della sua cima richiese molte spedizioni, effettuate nel corso di almeno mezzo secolo.

## Filmografia

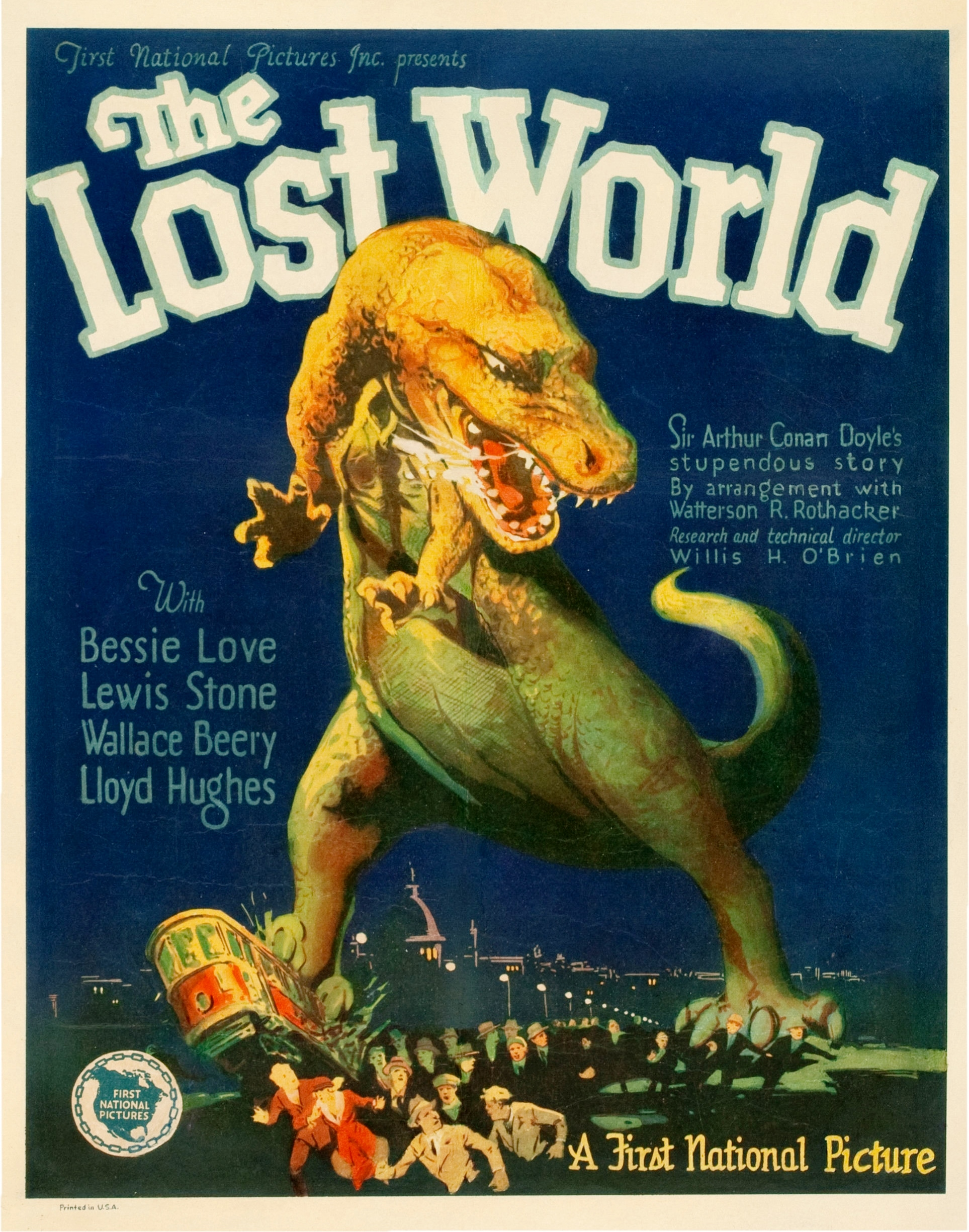
Locandina del film Il mondo perduto (The Lost World, 1925)

Al romanzo sono ispirati vari film e una serie televisiva:
- Il mondo perduto (The Lost World) per la regia di Harry Hoyt (1925); ambientato in Sudamerica.
- Mondo perduto (The Lost World) di Irwin Allen (1960), remake del primo film del 1925; ambientato in Sudamerica.
- Il mondo perduto (The Lost World) di Timothy Bond (1992); ambientato in Africa.
- Ritorno al mondo perduto (Return to the Lost World) di Timothy Bond (1992), seguito del film precedente.
- Il mondo perduto (The Lost World) di Bob Keen (1998); ambientato in Mongolia.
- The Lost World (Sir Arthur Conan Doyle's The Lost World), serie TV canadese (1999 - 2002) di tre stagioni.
- Il mondo perduto (The Lost World) di Stuart Orme (2001), film tv in due parti della BBC, secondo remake del primo film del 1925; ambientato in Sudamerica.
- L'isola dei dinosauri (Dinosaur Island) di Will Meugniot (2002), unico film d'animazione ispirato al romanzo, ambientato in un'isola sconosciuta.
- Lost World - Predatori del mondo perduto (Raptor Island) per la regia di Stanley Isaacs (2004), film tv ambientato su un'isola del Mar Cinese Meridionale.
- King - Il re del mondo perduto (King of the Lost World) di Leigh Scott (2005); ambientato in Sudamerica e ispirato anche a King Kong.

## Influenza culturale
Il romanzo è una delle opere più note del filone avventuroso del "mondo perduto" che si sviluppò e fu popolare nella tarda epoca vittoriana a cavallo tra Ottocento e Novecento. In particolare influenzò tutte le successive opere che narravano di "terre perdute" con caratteristiche preistoriche e popolate di dinosauri, anche nel cinema grazie alla trasposizione cinematografica del 1925, prima di una serie di pellicole cinematografiche direttamente tratte dal romanzo o solo ispirate al tema, tra cui King Kong del 1933.
Opere recenti con evidenti richiami all'opera di Conan Doyle - fin dal titolo - sono inoltre il romanzo Il mondo perduto (1995) di Michael Crichton e il film Il mondo perduto - Jurassic Park del 1997 tratto dal romanzo (di cui alcune scene sono state girate proprio sul tepui Roraima). È la base anche per la storia a fumetti Paperino in Il mondo perduto pubblicata sulla rivista Topolino, e anche di una storia di Zagor uscita nel 2013.

## Edizioni italiane
- Un mondo perduto, traduzione di Anonimo, La Domenica del Corriere, anno XV, nn.32-48, Milano, Corriere della Sera, Agosto-Dicembre 1913. - 2 puntate, Collana Il Romanzo Mensile, Corriere della Sera, 1920.
- Un mondo perduto, traduzione di Cristina Sobrero, Collezione Romantica n.11, Milano, Sonzogno, 1928, 1957, 1967, 1974. - Postfazione di Giuseppe Lippi, Classici Urania n.170, Milano, Mondadori, maggio 1991.
- Il mondo perduto, traduzione di Maria Gallone, Milano, Rizzoli, 1951.
- Il mondo perduto, traduzione di Fausta Antonucci, Roma, Theoria, 1983, 1992. - Introduzione di Giorgio Celli, Roma, Editori Riuniti, 1998; Santarcangelo di Romagna, Rusconi, 2016; Foschi, 2016; Roma, Fanucci, 2019.
- Il mondo perduto, traduzione di Rosita Stanchi, Marietti, 1988. - Petrini, 1995.
- Il mondo perduto: la valle dei dinosauri, traduzione di Gianni Pilo, Roma, Newton Compton, 1993. - Milano, Fabbri Editori, 2002.
- Il mondo perduto, trad. di Cristina Sobrera riveduta da Amina Pandolfi, Introduzione di Giorgio Celli, Milano, Bompiani, 1993-2024.
- Il mondo perduto, traduzione di Lidia Conetti, Milano, Mondadori, 1995.
- Il mondo perduto, traduzione di Mario Tassara, riduzione e adattamento di Daniela Bisagno, Torino, Edisco, 2013.
- Il mondo perduto, traduzione di Andrea B. Nardi, Torino, Robin, 2022.